# Vallée de Bujang

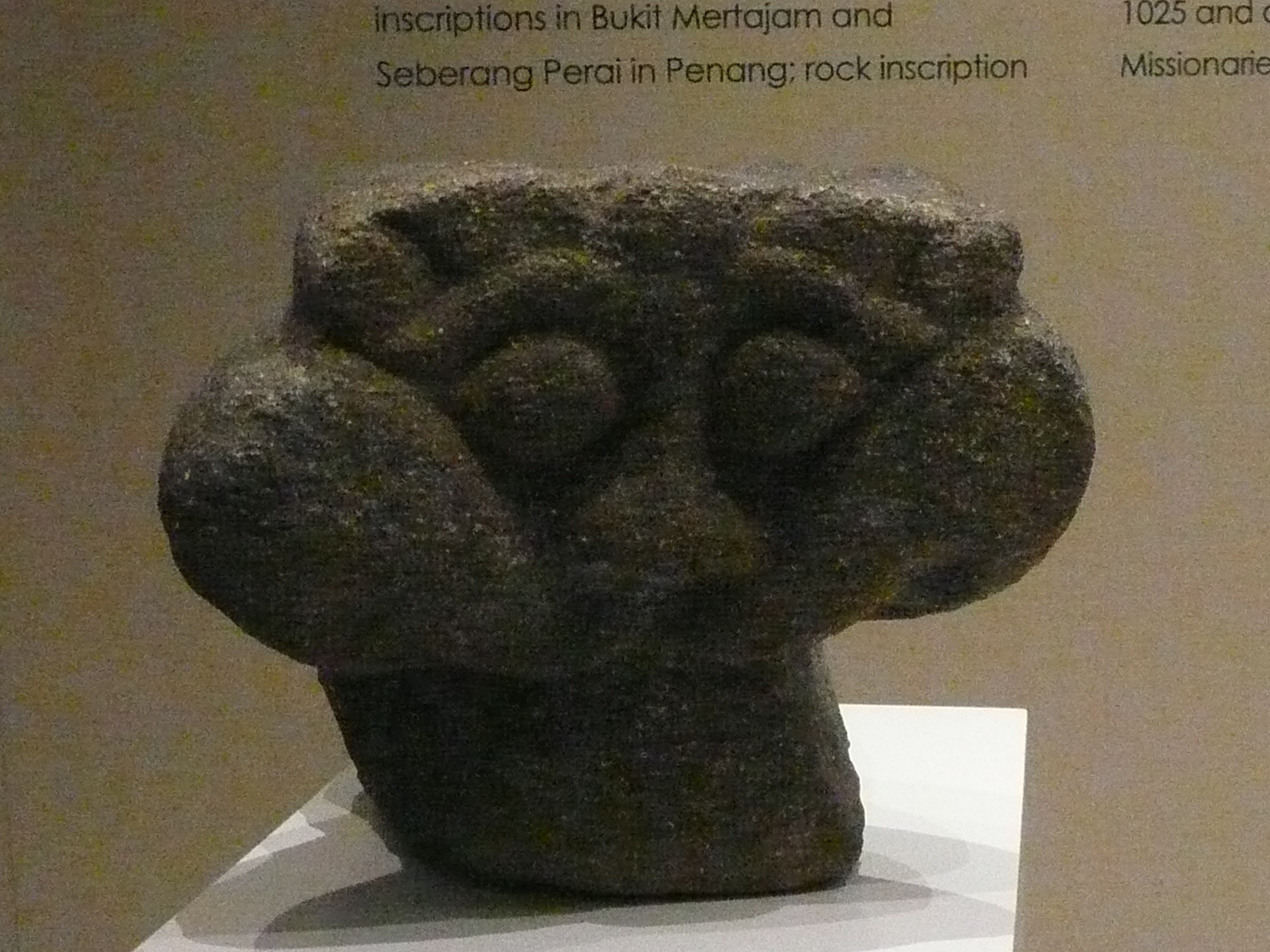
Tête de Kâla

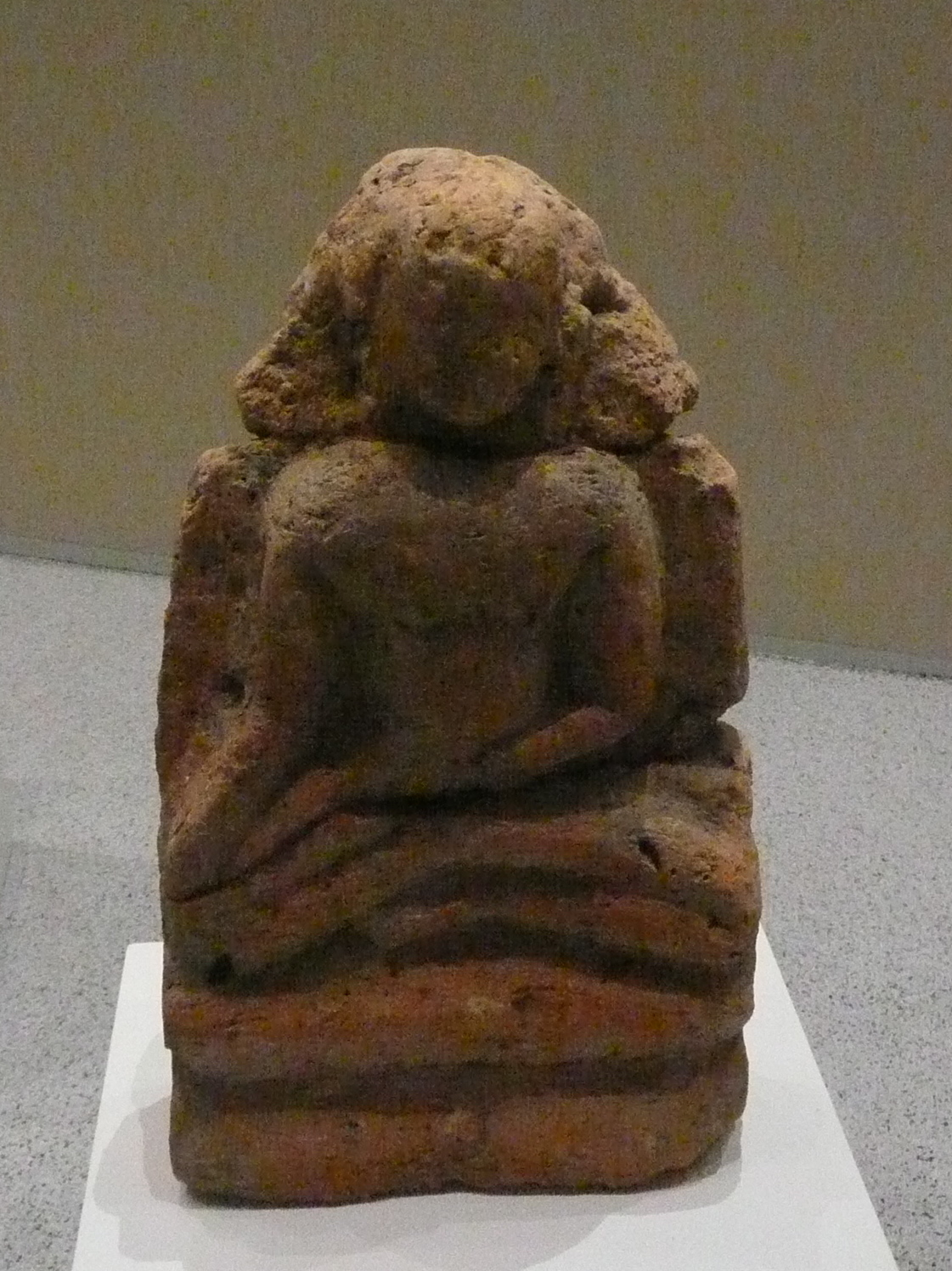
Bodhisattva en terracotta

La vallée de Bujang, en malais Lembah Bujang, se trouve près de la ville de Merbok dans l'État de Kedah en Malaisie.
Bordée par le mont Jerai au nord et la rivière Muda au sud, elle est le lieu d'un site archéologique qui s'étend sur 224 km2, actuellement le plus riche de Malaisie.
On y a trouvé les vestiges de plus de cinquante temples, appelés candi. Les plus importants et les mieux préservés se trouvent à Pengkalan Bayang Merbok.
On estime que la vallée était le siège d'un royaume hindou-bouddhique aux alentours de l'an 300 apr. J.-C.